# XVII Puchar Gordona Bennetta (balonowy)
XVII Puchar Gordona Bennetta – zawody balonów wolnych o Puchar Gordona Bennetta zorganizowane 30 czerwca 1928 roku w Detroit.

## Historia
Sponsorem zawodów była Izba Handlowa z Detroit (Detroit Board of Commerce). Argentyński pilot Eduardo Bradley wystartował na nowym balonie, który został przysłany do USA bezpośrednio z Niemiec i który kosztował 2500 $. Nie był on wyposażony w spadochron, radio i ponton, ponieważ Bradley uważał je za zbędne. Termin rozpoczęcia zawodów ustalono na 30 czerwca, aby nie kolidowały z rozpoczynającymi się 28 lipca Igrzyskami Olimpijskimi w Amsterdamie. W skład komitetu organizacyjnego weszli m.in.: Carl Shory, Edsel Ford, Hubert Mayo, Ralph H. Upson, Ch. Bauch, Ray Copper, Betts, Warner, Campbell. 

## Tragedia podczas amerykańskich kwalifikacji
Zawody krajowe kwalifikujące do Pucharu rozpoczęły się 30 maja 1928 roku, podczas Memorial Day w Pittsburghu i miały dramatyczny przebieg. Wzięło w nim udział 14 balonów. Pomimo ostrzeżeń o zbliżającej się burzy zdecydowano się na start balonów. Piorun uderzył w trzy balony, w tym w balon Goodyear V Van Omana, w wyniku czego gaz zapalił się. Van Oman spadł w koszu balonu z wysokości 3 tysięcy stóp z pozostałościami powłoki jako spadochronem. Podczas upadku złamał nogę, ale jego partner Walter Morton zginął. Drugą ofiarą był Paul Evert,

## Uczestnicy
| Zajęte miejsce | Balon              | Pojemność | Załoga pilot pomocnik pilota            | Kraj              | Czas lotu [h] | Odległość [w km] | Państwo Miejsce lądowania                 |
| -------------- | ------------------ | --------- | --------------------------------------- | ----------------- | ------------- | ---------------- | ----------------------------------------- |
| 1.             | US Army            |           | William E. Kepner William O. Eareckson  | Stany Zjednoczone | 43:00         | 740,80           | USA Kenbrige                              |
| 2.             | Barmen             |           | Hugo Kaulen senior Hugo Kaulen jr       | Rzesza Niemiecka  | 41:25         | 739,30           | USA Chase City                            |
| 3.             | Blanchard          |           | Charles Dolfus Georges Cormier          | Francja           | 42:35         | 720,80           | USA rzeka Dan River w Karolinie Północnej |
| 4.             | La Fayette         |           | Georges M. Blanchet dr George Le Galee  | Francja           |               | 669,00           | USA Fife and Bula (Goochland)             |
| 5.             | Danmark            |           | S. A. U. Rausmussen Tracy W. Southworth | Dania             |               | 624,60           | USA Roanoke                               |
| 6.             | Münster VIII       |           | Ferdinand Eimeimacher Karl Zech         | Rzesza Niemiecka  | 32:14         | 619,80           | USA Blue Ridge Mountains                  |
| 7.             | Business Club      |           | A. C. Palmer E. M. McKee                | Stany Zjednoczone |               | 594,00           | USA Roanoke                               |
| 8.             | Argentina          |           | dr Eduardo Bradley Huberto H. Eliff     | Argentyna         |               | 568,00           | USA Millboro                              |
| 9.             | Detroit            |           | W. C. Naylor Russell Wherrett           | Stany Zjednoczone |               | 523,00           | USA Cass                                  |
| 10.            | Wallonie           |           | Joseph T. Thonnard Boel                 | Belgia            |               | 478,00           | USA Beverly                               |
| 11.            | Ernest Brandenburg |           | Otto Bertram George Froebel             | Rzesza Niemiecka  | 26:00         | 474,00           | USA Davis                                 |
| 12.            | Helvetia           |           | Ernest L. Maag Alphonse Coques          | Szwajcaria        | 21:00         | 404,00           | USA Fairmont                              |

## Przebieg zawodów
Zawody rozpoczęły się 30 czerwca na lotnisku Forda o 16 po południu. Przed ich rozpoczęciem zaplanowano pokazy lotnicze. Wystartowało 12 balonów z 7 krajów. Tak jak rok wcześniej sygnał do startu dał Edsel Ford. Pierwszy wystartował niemiecki balon Münster VIII pilotowany przez Ferdinanda Eimermachera. Pozostałe balony startowały w odstępach 5 minutowych. Start balonów oglądało 150 000 widzów.
Niemiecki aeroklub zapowiedział złożenie odwołania, uważając, że United States Geological Survey, agencja mierząca odległości wykazała niewielką różnicę pomiędzy załogami. Amerykańska załoga miała wynik 460 mile, a niemiecka 459,4 mile. Wyniki zawodów National Aeronautic Association zatwierdziła w połowie sierpnia uznając zwycięstwo Amerykanów. Ponieważ Amerykanie zdobyli puchar, nowy zgodził się ufundować Henry Ford.

## Nagrody
Za pierwsze miejsce zawodnicy otrzymali 1000$, a za drugie 500$.